# Franco Gulli
Franco Gulli (* 1. September 1926 in Triest; † 20. November 2001 in Bloomington) war ein italienischer Geiger und Musikpädagoge.

## Leben und Werk
Franco Gulli erhielt seinen ersten Geigenunterricht von seinem Vater. Er studierte dann an den Konservatorien von Triest, Siena (Arrigo Serato) und Paris (Théodore Pashkus). Er debütierte 1932 und wurde zunächst Konzertmeister der „Pomeriggi Musicali di Milano“ und anschließend der „I Virtuosi di Roma“. 1959 gründete mit dem Geiger Bruno Giuranna und dem Cellisten Giacinto Caramia das Trio Italiano d’Archi. Mit seiner Frau, der Pianistin Enrica Cavallo (1921–2007), gründete er 1921 in Mailand ein Kammermusikduo. 1959 führte er als erster in moderner Zeit das lange verschollene 5. Violinkonzert von Niccolò Paganini auf. Er spielte Uraufführungen von Riccardo Malipiero (Violinkonzert 1958) und Giulio Viozzi.
Von  1964 bis 1970 und wieder ab 1972 unterrichtete Franco Gulli an der Accademia Musicale Chigiana in Siena sowie 1971 bis 1972 in Luzern. Seit 1972 wirkte er als Professor an der School of Music der Indiana University in Bloomington. Er spielte Aufnahmen von Sonaten von Ludwig van Beethoven, Ottorino Respighi, Giorgio Federico Ghedini und Johann Strauss sowie den kompletten Zyklus der Violinkonzerte von Wolfgang Amadeus Mozart und von Antonio Vivaldi ein.
Franco Gulli spielte auf einer Giovanni Battista Guadagnini aus dem Jahre 1747 und besaß die Stradivari, die zuvor Franz von Vecsey gehörte.